# Šebrelje
Šebrelje (in italiano Sebreglie o Sebrellia, desueti) è un centro abitato della Slovenia, frazione del comune di Circhina.

## Storia
Il centro abitato apparteneva storicamente alla Contea di Gorizia e Gradisca, come comune autonomo; era noto con il toponimo italiano di Sebrellia e sloveno di Šebrelje. In epoca asburgica costituiva un comune autonomo, comprendendo il vicino insediamento di Jagarse (Jageršče, oggi Jagršče).
Dopo la prima guerra mondiale passò, come tutta la Venezia Giulia, al Regno d'Italia; il toponimo venne cambiato in Sebreglie, e il comune venne inserito nel circondario di Tolmino della provincia del Friuli. Nel 1927 passò alla nuova provincia di Gorizia. Nel 1928 il governo Mussolini annesse il paese al comune di Circhina, di cui fa parte tuttora.
Dopo la seconda guerra mondiale il territorio passò alla Jugoslavia.